# 克爾洛加尼鄉
44°31′08″N 24°10′22″E / 44.5190°N 24.1727°E
克爾洛加尼鄉（羅馬尼亞語：Comuna Cârlogani, Olt），是羅馬尼亞的鄉份，位於該國南部，由奧爾特縣負責管轄，面積28平方公里，海拔高度157米，2007年人口2,815，人口密度每平方公里102人。